# Beresford (Dakota Południowa)
Beresford – miasto w Stanach Zjednoczonych, w stanie Dakota Południowa, w hrabstwie Union.